# グレッグ・ハンスフォード
グレッグ・ハンスフォード（Gregg Hansford、1952年4月4日 - 1995年3月5日）は、オーストラリア出身の元オートバイレーサーである。2輪レース引退後は4輪のツーリングカーレースでも活躍した。

## 略歴
ハンスフォードは、1973年にオーストラリア選手権で500ccと無制限クラスのタイトルを獲得した後、ヨーロッパに渡ってカワサキのファクトリー・チームからロードレース世界選手権に参戦を開始した。
1978年に250ccクラスでランキング2位、350ccクラスではランキング3位を獲得し、翌1979年にも同じく250ccクラスと350ccクラスでそれぞれランキング2位、3位となった。1980年には鈴鹿8時間耐久レースに出場し、エディ・ローソンとのペアで2位に入る活躍を見せた。
1981年、スパ・フランコルシャンで開催されたベルギーグランプリでクラッシュ、この時の大怪我によりオートバイレースからの引退を余儀なくされた。グランプリ通算10勝は、オーストラリア人としては歴代4位の記録である。
2輪レース引退後、4輪のツーリングカーレースに転向。アラン・モファットと組んでマツダ・RX-7で出場した1984年のオランパーク250が、ビッグレースでの初勝利である。モファットとは1987年のニュージーランド500（サンダウン・レースウェイ）でも再びコンビを組んで優勝している。
1993年のジェームズ・ハーディー12時間（バサースト）ではRX-7に乗ってチャーリー・オブライエンとのコンビで2位、翌1994年の同大会ではニール・クロンプトンと組んで再びRX-7で出場して優勝した。これらの走りが認められ、ホールデン・VPコモドアのドライバーとしてV8スーパーカーシリーズとオーストラリア・スーパーツーリング選手権に出場。ラリー・パーキンスとのペアで1993年のバサースト1000に優勝、1994年のバサースト1000では3位、1994年のサンダウン500でも3位という成績を残した。
1993年のバサーストでの勝利によって、ハンスフォードは「マウント・パノラマ・サーキットで2輪と4輪の両方で勝利する」という珍しい記録を残した。

## 事故死
1995年、フィリップ・アイランドでのスーパーツーリングレースに出場していたハンスフォードのフォード・モンデオは、高速でスリップしてコースアウト、タイヤバリアにヒットした。マシンがコースに跳ね返されたところにマーク・アダートンのプジョー・405が200km/h以上のスピードで激突した。この事故でハンスフォードは死亡。ほぼ即死の状態だった。
現在、遺されたハンスフォードの二人の息子たちも、それぞれモータースポーツの世界に足を踏み入れている。

## 主な戦績

### ロードレース世界選手権
- 凡例
- ボールド体のレースはポールポジション、イタリック体のレースはファステストラップを記録。

| 年   | クラス | チーム   | 1     | 2     | 3     | 4     | 5     | 6      | 7     | 8       | 9     | 10     | 11    | 12    | 13    | ポイント | 順位 | 勝利数 |
| ---- | ------ | -------- | ----- | ----- | ----- | ----- | ----- | ------ | ----- | ------- | ----- | ------ | ----- | ----- | ----- | -------- | ---- | ------ |
| 1978 | 250cc  | カワサキ | VEN - | SPA 1 |       | FRA 1 | ITA 2 | NED 3  | BEL - | SWE 1   | FIN 2 | GBR -  | GER 2 | CZE 2 | YUG 1 | 118      | 2位  | 4      |
| 1978 | 350cc  | カワサキ | VEN - |       | AUT 7 | FRA 1 | ITA 2 | NED 8  |       | SWE 1   | FIN - | GBR -  | GER - | CZE 2 | YUG 1 | 76       | 3位  | 3      |
| 1979 | 250cc  | カワサキ | VEN 7 |       | GER 6 | ITA - | SPA 2 | YUG 2  | NED 2 | BEL DNS | SWE 2 | FIN 2  | GBR - | CZE - | FRA 2 | 81       | 2位  | 0      |
| 1979 | 350cc  | カワサキ | VEN - | AUT - | GER - | ITA 1 | SPA 2 | YUG -  | NED 1 |         |       | FIN 1  | GBR 2 | CZE 4 | FRA - | 77       | 3位  | 3      |
| 1980 | 350cc  | カワサキ | ITA - |       | FRA - |       | NED - |        |       | GBR -   | CZE - | GER 5  |       |       |       | 6        | 15位 | 0      |
| 1980 | 500cc  | カワサキ | ITA - | SPA - | FRA - |       | NED - | BEL -  | FIN - | GBR -   |       | GER NC |       |       |       | 0        | -    | 0      |
| 1981 | 500cc  | カワサキ | AUT - | GER - | ITA - | FRA - | YUG - | NED NC | BEL - | RSM -   | GBR - | FIN -  | SWE - |       |       | 0        | -    | 0      |

### 鈴鹿8時間耐久オートバイレース
| 年   | チーム        | ペアライダー     | 車番 | マシン           | タイヤ | 予選順位 | 予選タイム | 決勝順位 | 周回数 |
| ---- | ------------- | ---------------- | ---- | ---------------- | ------ | -------- | ---------- | -------- | ------ |
| 1980 | Team Kawasaki | エディ・ローソン | 11   | カワサキ・KR1000 | D      | 2        | 2'17”62    | 2位      | 200    |

### 全日本ツーリングカー選手権
| 年     | 所属チーム                           | 使用車両              | クラス | 1   | 2   | 3   | 4   | 5   | 6     | 順位 | ポイント |
| ------ | ------------------------------------ | --------------------- | ------ | --- | --- | --- | --- | --- | ----- | ---- | -------- |
| 1990年 | アラン・モファット・エンタープライズ | フォード・シエラRS500 | JTC-1  | NIS | SUG | SUZ | TSU | SEN | FSW 3 |      |          |

### デイトナ24時間レース
| 年     | チーム                        | コ・ドライバー                                                 | 使用車両     | クラス | 周回 | 総合順位 | クラス順位 |
| ------ | ----------------------------- | -------------------------------------------------------------- | ------------ | ------ | ---- | -------- | ---------- |
| 1985年 | アラン・モファット レーシング | アラン・モファット ケヴィン・バルトレット ピーター・マクラウド | マツダ・RX-7 | GTO    | 482  | 24位     | 7位        |

### バサースト12時間レース
| 年     | チーム                     | コ・ドライバー           | 使用車両     | クラス | 周回 | 総合順位 | クラス順位 |
| ------ | -------------------------- | ------------------------ | ------------ | ------ | ---- | -------- | ---------- |
| 1992年 | マツダ・オーストラリア     | ジョーン・ボウ           | マツダ・RX-7 | T      | 245  | 5位      | 3位        |
| 1993年 | マツダ・オーストラリア     | チャーリー・オブライエン | マツダ・RX-7 | T      | 261  | 2位      | 2位        |
| 1994年 | BP マツダ モータースポーツ | ネイ・クロムプトン       | マツダ・RX-7 | X      | 262  | 1位      | 1位        |